# Olbus sparassoides
Olbus sparassoides is een spinnensoort uit de familie van de loopspinnen (Corinnidae).
De wetenschappelijke naam van de soort werd in 1849 als Olios sparassoides gepubliceerd door Hercule Nicolet.